# Gewalt gegen Männer
Als Gewalt gegen Männer werden Gewalttaten bezeichnet, die sich aus verschiedenen Gründen gezielt gegen Männer richten. Dieser Begriff umfasst dabei sowohl häusliche Gewalt als auch außerhäusliche Gewalt gegen Männer.
Neben körperlicher Gewalt, insbesondere Körperverletzungen, zählen dazu auch psychische und sexualisierte Gewalt.
Das Thema der Gewalt gegen Männer wird teilweise gesellschaftlich tabuisiert, da sie der stereotypen Geschlechterrolle des Mannes als ‚starkes‘ Geschlecht widerspricht.

## Häufigkeit
Das Bundesministerium für Familie, Senioren, Frauen und Jugend (BMFSFJ) der Bundesrepublik Deutschland beauftragte den Forschungsverbund „Gewalt gegen Männer“ mit einer im Juli 2004 veröffentlichten Pilotstudie, die sich mit ebendiesem Thema beschäftigt.

### Außerhäusliche Gewalt
Die Autoren der Studie stellen fest, dass Männer vorrangig gefährdet sind, Opfer von körperlicher Gewalt durch andere Männer in der Öffentlichkeit zu werden.
Gewalt in Form von Schlägereien werde von den beteiligten Männern nicht als Gewalt wahrgenommen. Eine erhebliche Ursache dafür ist möglicherweise die unklare Grenze zwischen Opfern und Tätern. Das Gegenüber in solchen Konfrontation ist in bis zu neunzig Prozent der Fälle selbst männlich. Außerhäusliche sexualisierte Gewalt ist ein breites Spektrum, welches von sexueller Belästigung über Nötigung bis zur Vergewaltigung reicht. Studien belegen klar das Überwiegen männlicher Täter. Dieser Bereich der außerhäuslichen Gewalt ist, insbesondere im Kontrast zu oben genannten Schlägereien, mit der „Scham der Unmännlichkeit“ belastet. Gerade deshalb ist dieser Bereich in weiten Teilen der Gesellschaft tabuisiert.

### Häusliche Gewalt
Jeder vierte der 200 befragten Männer wurde in seiner aktuellen oder der vorhergehenden Partnerschaft mindestens einmal Opfer irgendwie gearteter körperlicher Gewalt. Darin sind jedoch auch „leichtere Akte“ inbegriffen, bei denen den Studienautoren zufolge „nicht eindeutig von Gewalt zu sprechen ist“. Eine Verallgemeinerung auf die Grundgesamtheit aller Männer in Deutschland ist wegen der geringen Fallzahl nicht möglich.
Häusliche Gewalt in homosexuellen Beziehungen von Männern kommt tendenziell häufiger vor als in heterosexuellen, so die Autoren der Pilotstudie Gewalt gegen Männer (2004). Repräsentative Studien gibt es jedoch nicht. Männliche Opfer häuslicher Gewalt können in einem Männerhaus Zuflucht finden. Sie bilden das Analogon zu den Frauenhäusern für weibliche Opfer, allerdings in wesentlich geringerer Zahl.
Nach einer Studie des Robert Koch Instituts (2013) betrachten sich Männer im Vergleich zu Frauen bei direkter persönlicher Befragung signifikant weniger häufig als (Gewalt-)Täter. Die weitere Ableitung aus diesen Umfrageergebnissen, wonach Frauen signifikant häufiger (Gewalt-)Täterinnen seien, wird in Fachkreisen kritisiert. Statistiken vom BMFSFJ sprechen von ca. 30 % männlichen Opfern.

## Schutzeinrichtungen für Männer
Das BMFSFJ fördert die Bundesfach- und Koordinierungsstelle Männergewaltschutz (BFKM), welche von der Landesarbeitsgemeinschaft Jungen- und Männerarbeit Sachsen e.V. betrieben wird. Die BFKM legte im November 2023 eine Statistik über die Nutzung der in Deutschland bestehenden Schutzwohnungen für Männer vor. Demnach sei die Anzahl der Männer, die Hilfe einer Schutzeinrichtung annehmen im Jahr 2022 um ca. 66 % gegenüber dem Vorjahr gestiegen. Laut Polizeistatistik sei jeder 5. Betroffene von Partnerschaftsgewalt männlich. Dies entspricht im Hellfeld ca. 30'000 Männern. Jedoch haben nur 421 Männer Hilfe in den bundesweit 12 Schutzeinrichtungen gefunden. Laut dem Journalist Carl Winterhagen, gibt es 2 Gründe dafür, dass so wenig Betroffene Hilfe finden:
1. Männer müssten zunächst oft erst ein Mal verstehen von Gewalt betroffen zu sein.
2. Es gäbe in Deutschland nur wenige Schutzangebote, die sich explizit an Männer richten, wodurch die Bekanntheit auch gering sei.

### Sensibilisierungskampagne
Zum Sensibilisieren der Betroffenen hat die BFKM eine Kampagne begleitet, welche Männer ermutigen soll die bestehenden Hilfsangebote aufzufordern, bzw. Hilfe einzufordern. Neben Ermutigungen wird auf der Website ohne-gewalt-leben.de im Wesentlichen eine Infokarte mit allen Einrichtungen, an welche auch Männer sich wenden können beworben.

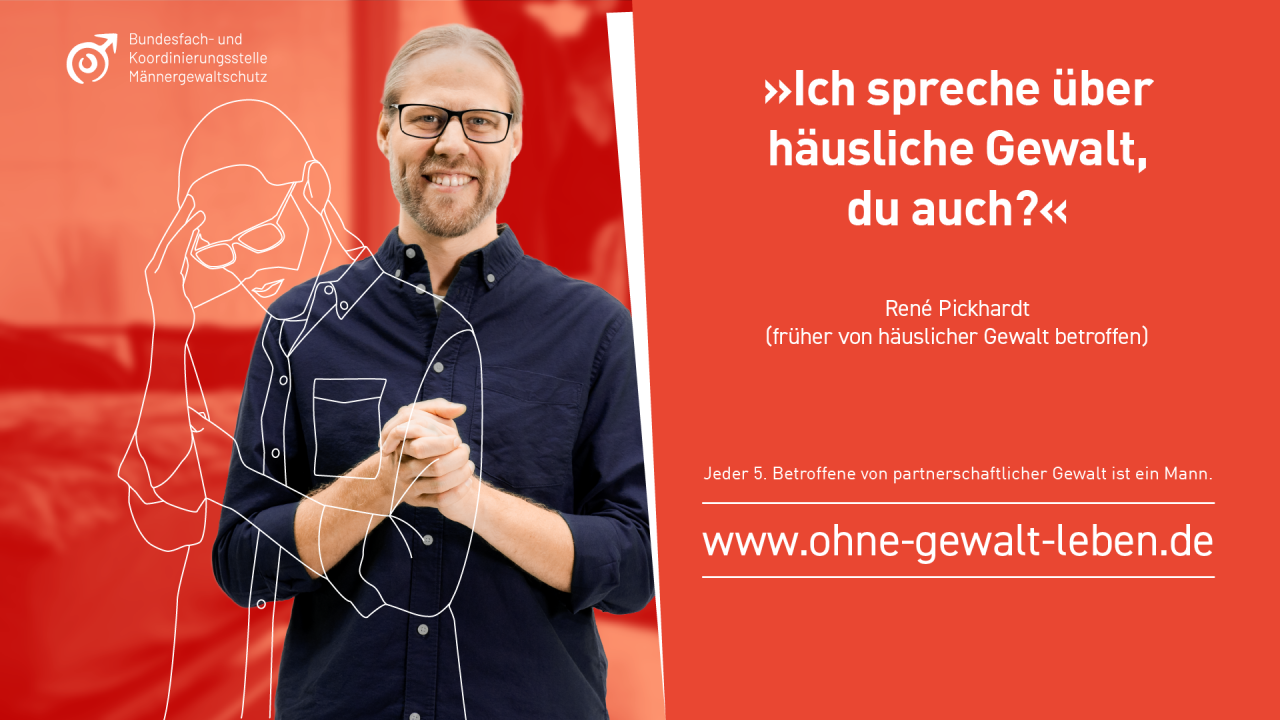
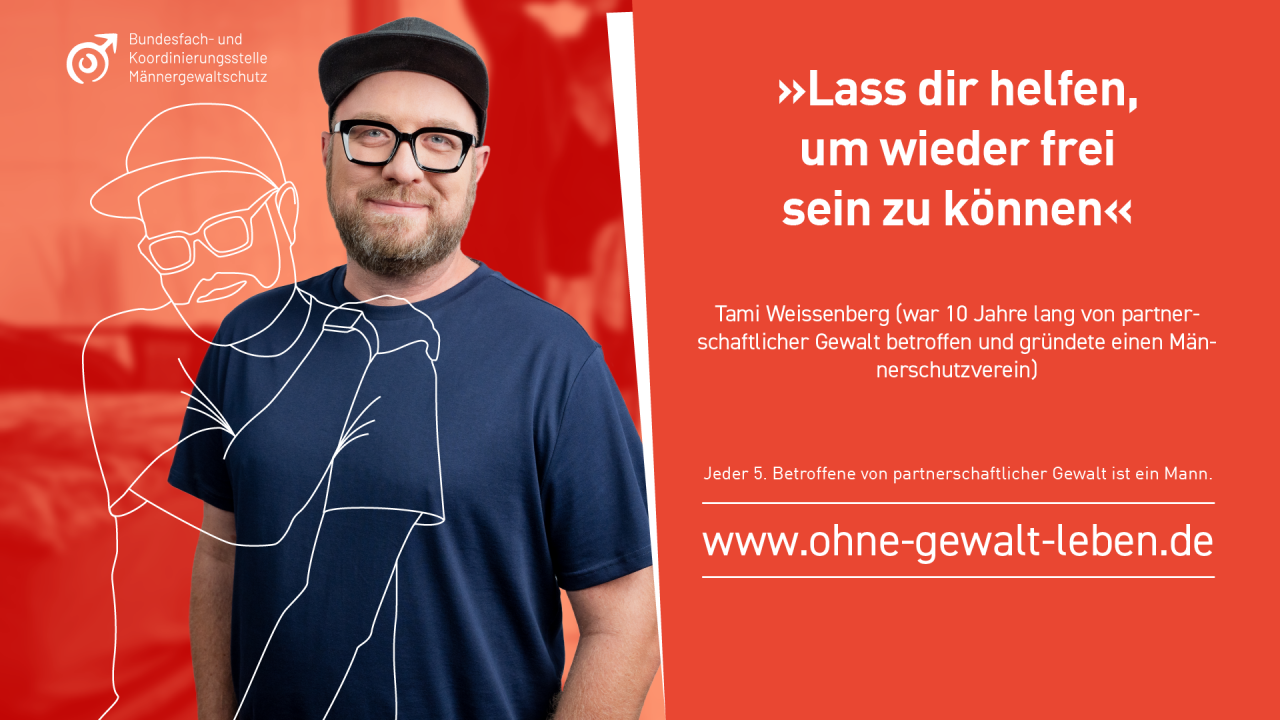
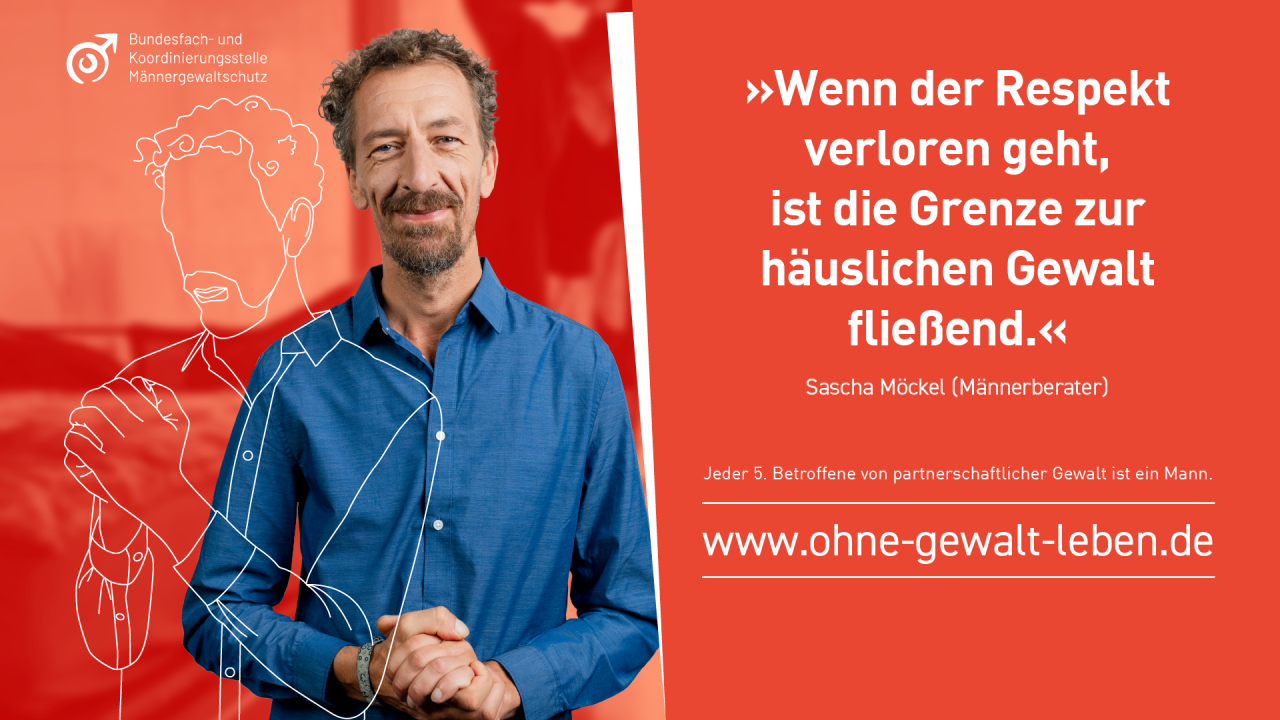
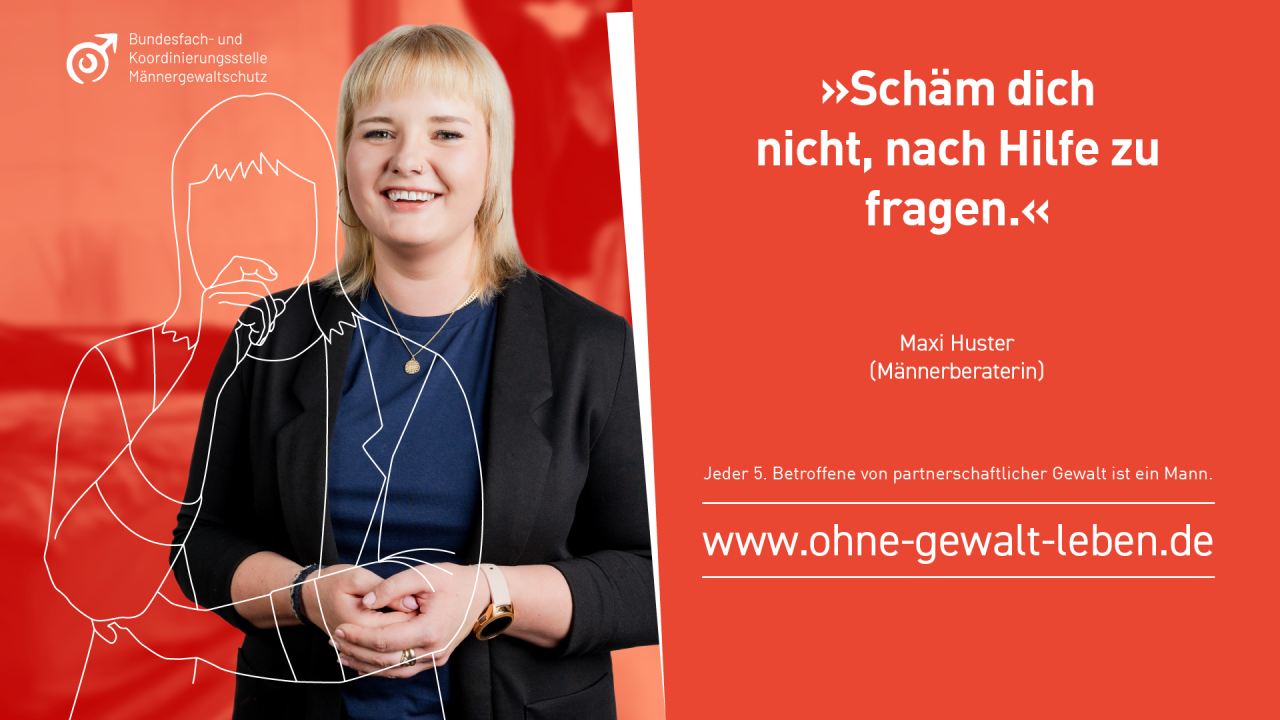
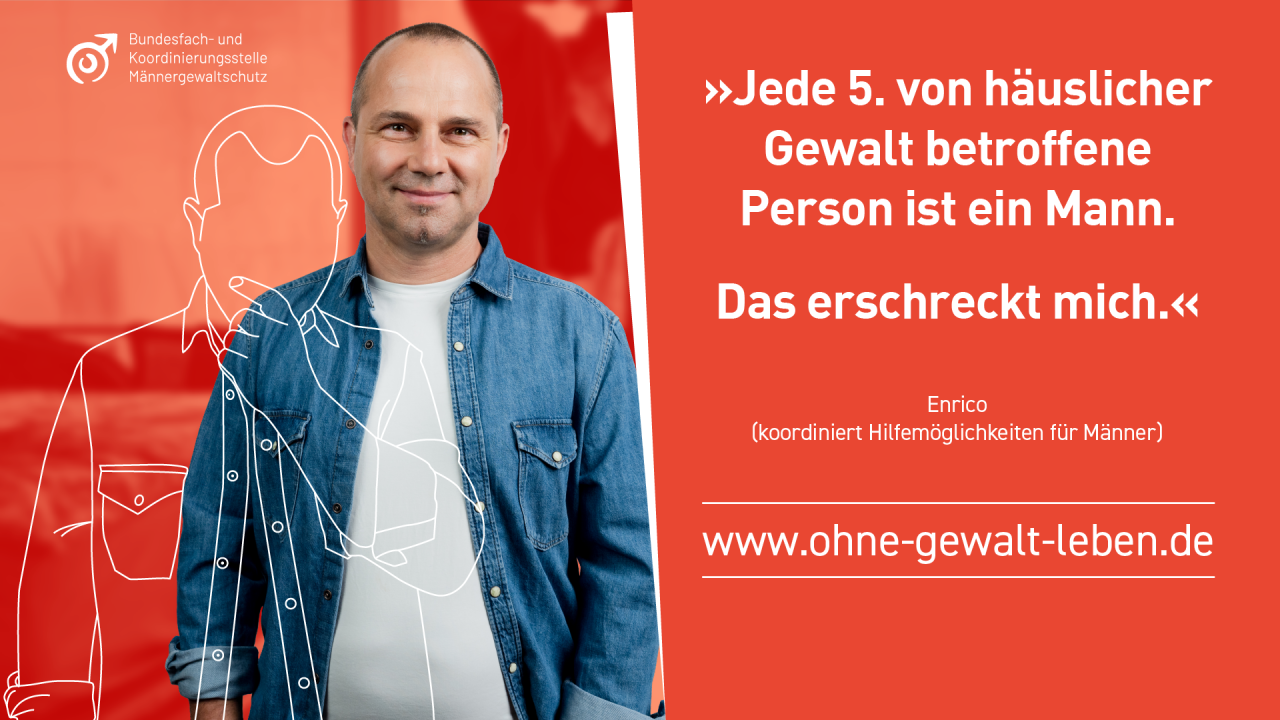
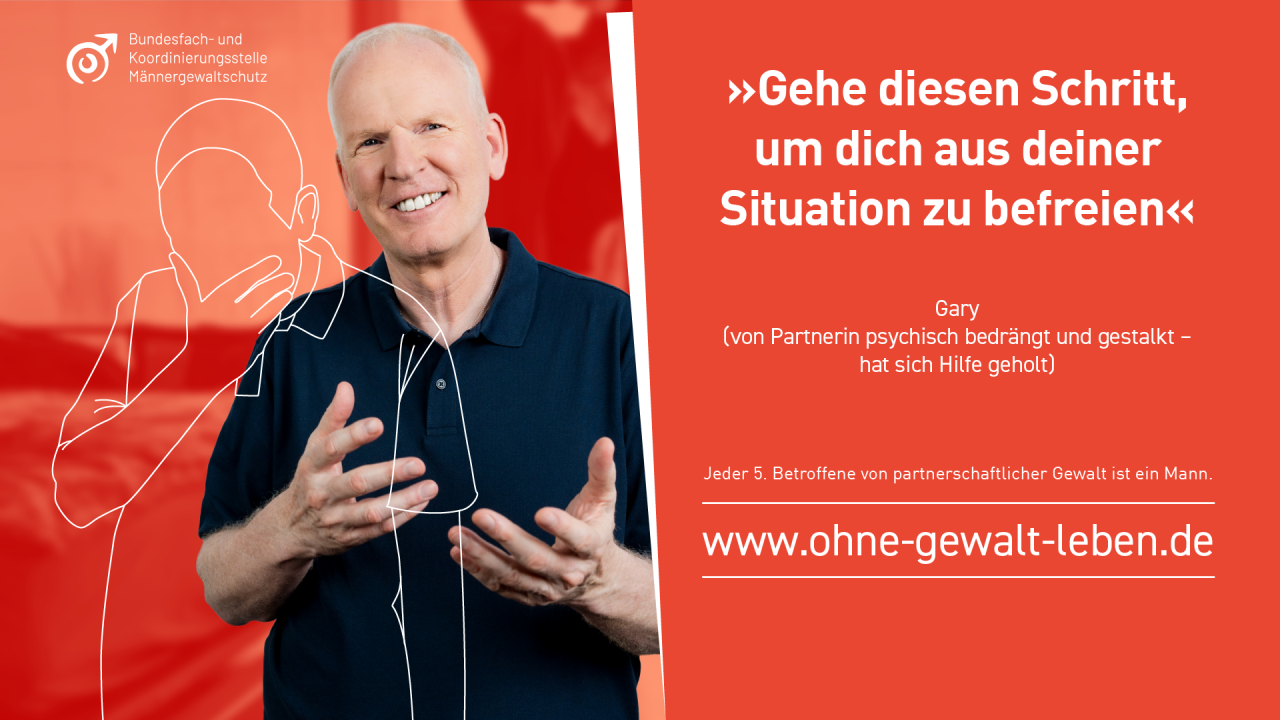